# Hargs tallpark
Hargs tallpark este o arie protejată (arie specială de conservare — SAC, sit de importanță comunitară — SCI) din Suedia întinsă pe o suprafață de 5,7 ha, integral pe uscat.

## Localizare
Centrul sitului Hargs tallpark este situat la coordonatele 60°11′23″N 18°23′17″E / 60.1896°N 18.3881°E.

## Înființare
Situl Hargs tallpark a fost declarat sit de importanță comunitară în decembrie 1998 pentru a proteja un număr necunoscut de specii din flora spontană și fauna sălbatică aflate în arealul zonei. Situl a fost protejat și ca arie specială de conservare în martie 2011.

## Biodiversitate
Situată în ecoregiunea boreală, aria protejată conține 1 habitat natural: Păduri de conifere pe eskere fluvioglaciare sau legate la acestea.
La baza desemnării sitului se află un număr nedeclarat de specii protejate.